# Stará Voda (okres Hradec Králové)
Stará Voda (německy Altwasser) je obec v okrese Hradec Králové. Žije zde cca 142 obyvatel.

## Charakteristika
Obec se nachází v rovinatém terénu 5 km východně od Chlumce nad Cidlinou, 10 km jižně od Nového Bydžova a 22 km západně od Hradce Králové. Postupně narostlá, nepravidelně uspořádaná zástavba je soustředěna kolem zhruba oválné návsi a přilehlých cest, vytvářejících několik ulic. Zástavba pochází většinou z 19. a 20. století. Je zde evidováno 71 domů.

## Historie

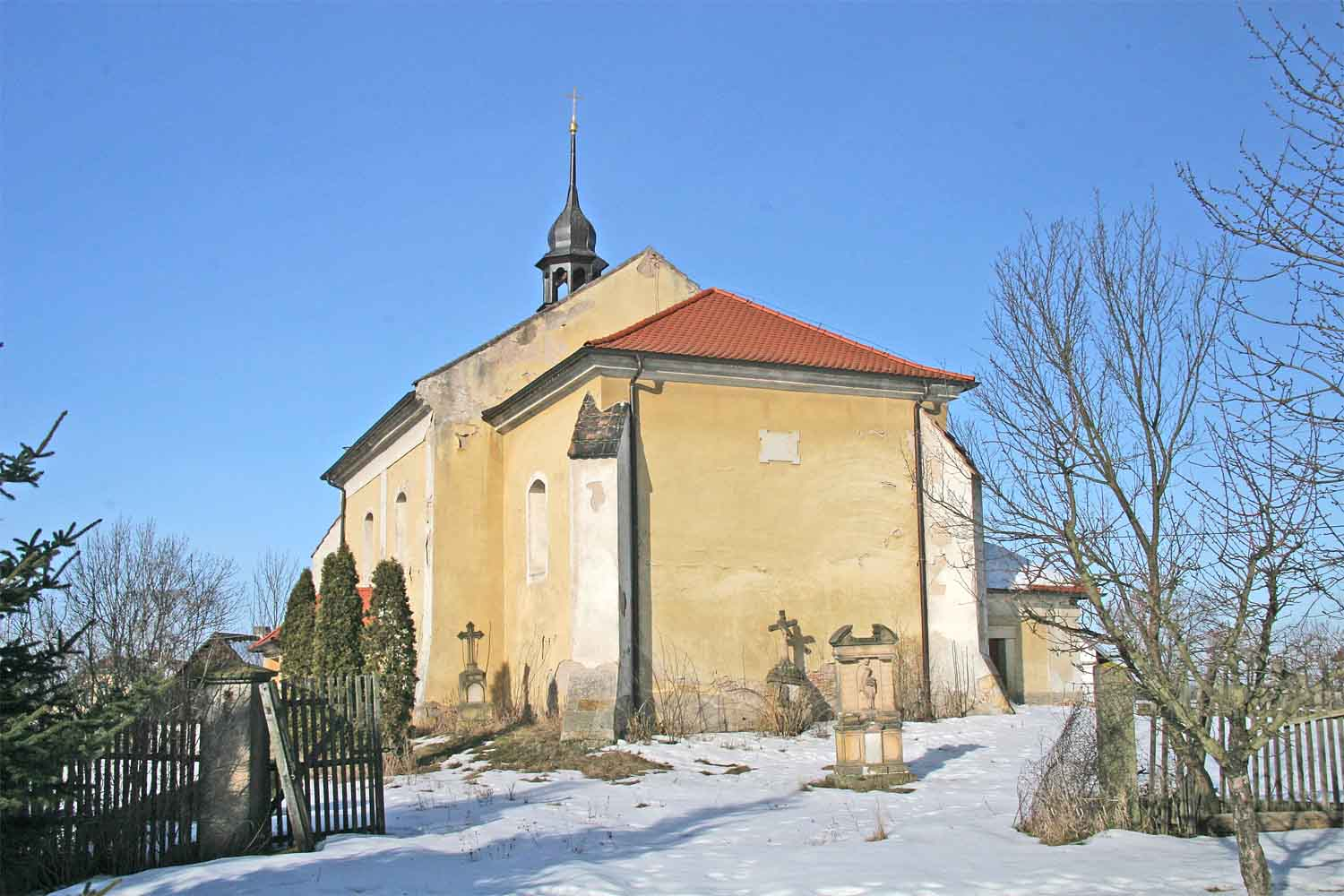
Gotický kostel sv. Václava ve Staré Vodě

První písemná zmínka o Staré Vodě je z roku 1369, kdy zde stála dřevěná tvrz. Později byla ves prodána přestavlckému panství. Roku 1775 se místní sedláci připojili k selskému vzbouření a táhli na Chlumec, kde byli poraženi.

## Památky
- Barokní, původně gotický kostel svatého Václava ze 14. století
- Dřevěná zvonice z 16. století se zvonem sv. Václava
- Venkovská usedlost čp. 16
- Venkovský dům čp. 43 s tradičním oplocením

## Rodák
- František Záhora (1924–1999), římskokatolický kněz